# Коулитц
Коулитц (Cowlitz, Lower Cowlitz) — мёртвый и неиспользуемый язык, который принадлежит цамосской ветви прибрежно-салишской группы салишской языковой семьи, на котором раньше говорил народ коулитц, который в настоящее время проживает на юго-западе штата Вашингтон в США. Народ коулитц изначально состоял из двух племён: нижних коулитц и верхних коулитц. Нижние коулитц говорили на языке коулитц. Племена верхние коулитц и сахаптин говорили на диалекте якима.